# Park Ju-won
Đây là một tên người Triều Tiên, họ là Park.
Park Ju-won (tiếng Hàn: 박주원; sinh ngày 19 tháng 10 năm 1990) là một cầu thủ bóng đá Hàn Quốc thi đấu ở vị trí thủ môn cho Asan Mugunghwa ở K League 2.

## Sự nghiệp
Anh được lựa chọn bởi Daejeon Citizen ở đợt tuyển quân K League 2013. Anh ra mắt ở Cúp FA match trước Mokpo City ngày 9 tháng 4 năm 2014.